# Degói csata (1794)
A degói csata (1794) az első koalíciós háború idején zajlott le a francia és az osztrák seregek között 1794. szeptember 21-én.  A csata francia győzelmet eredményezett. A csata leírása Bonaparte tábornok levelezésében található.

## Fordítás
- Ez a szócikk részben vagy egészben  a   First Battle of Dego című angol Wikipédia-szócikk fordításán alapul.  Az eredeti cikk szerkesztőit annak laptörténete sorolja fel. Ez a jelzés csupán a megfogalmazás eredetét és a szerzői jogokat jelzi, nem szolgál a cikkben szereplő információk forrásmegjelöléseként.